# Caméra Akeley

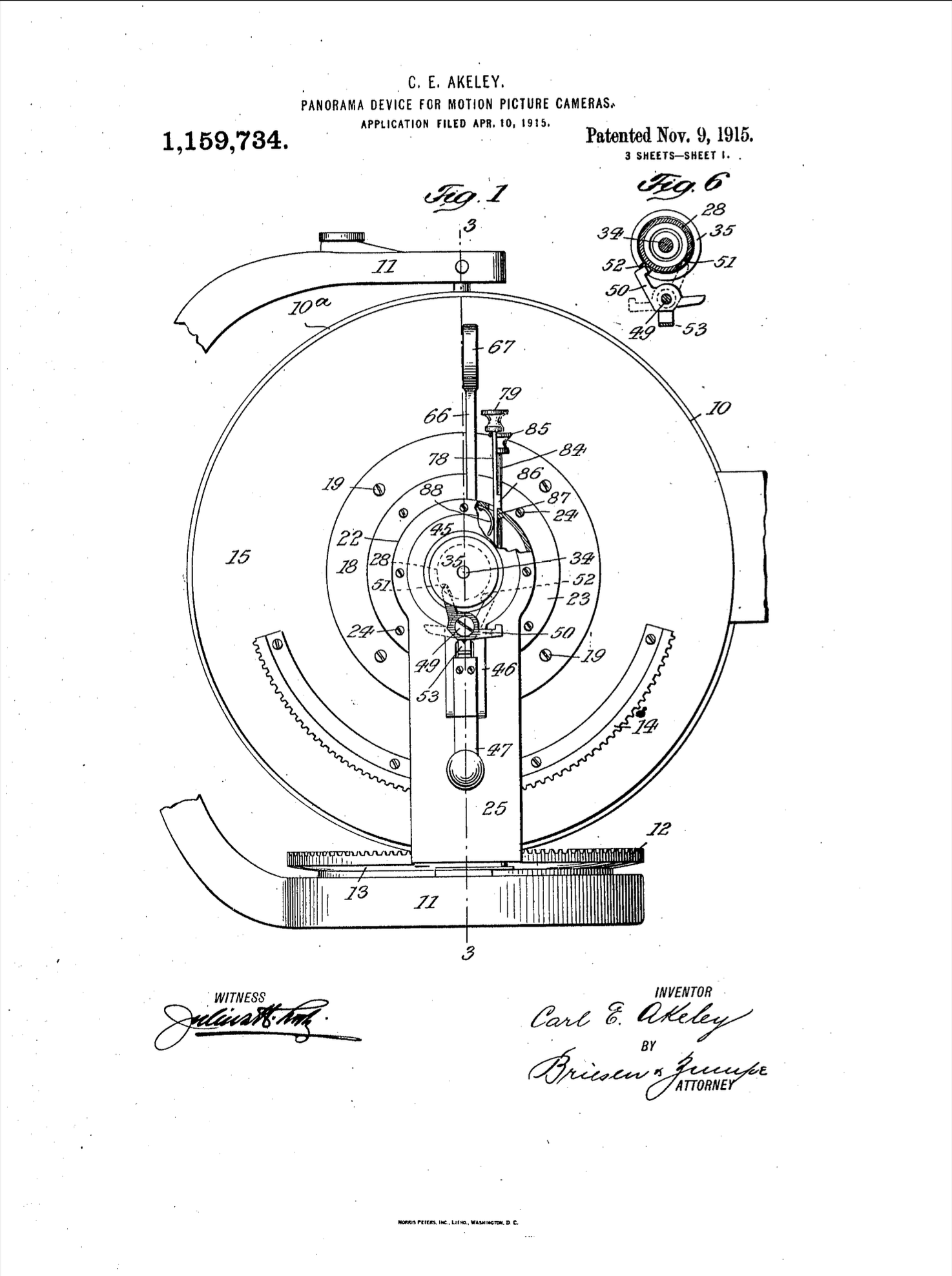
Brevet pour une caméra Akeley, 1915

L’Akeley est une caméra argentique très originale par rapport aux autres appareils de l’époque du cinéma muet, conçue en 1917 par Carl Akeley, et développée les années suivantes, qui fut notamment prisée par les documentaristes et par les cinéastes spécialisés en prises de vues aériennes.

## Histoire

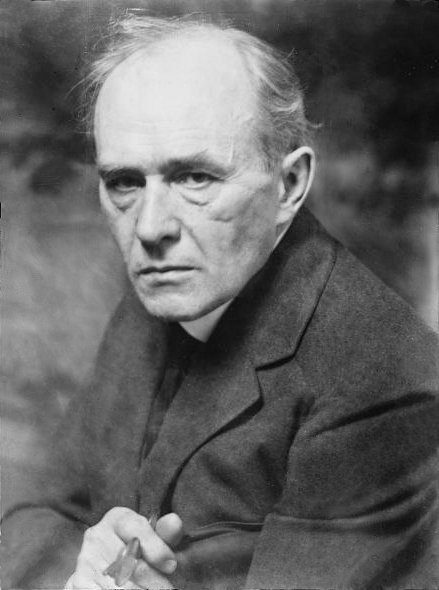
Carl Akeley (1864-1926).

Les précurseurs et inventeurs originaux des débuts du cinéma ne manquaient pas. Étienne-Jules Marey, Georges Demenÿ, Thomas Edison  étaient de ceux-là, et ils ne furent pas les seuls. Mais le plus surprenant fut sans doute l’Américain Carl Akeley, dont les formations de naturaliste et de taxidermiste ne le destinaient certainement pas à concevoir une caméra de cinéma innovante, qui porte son nom. C’est dans le but d’aller étudier les gorilles du Rwanda qu’il veut s’équiper d’un matériel de prise de vues plus pratique que ceux existant.

## Description

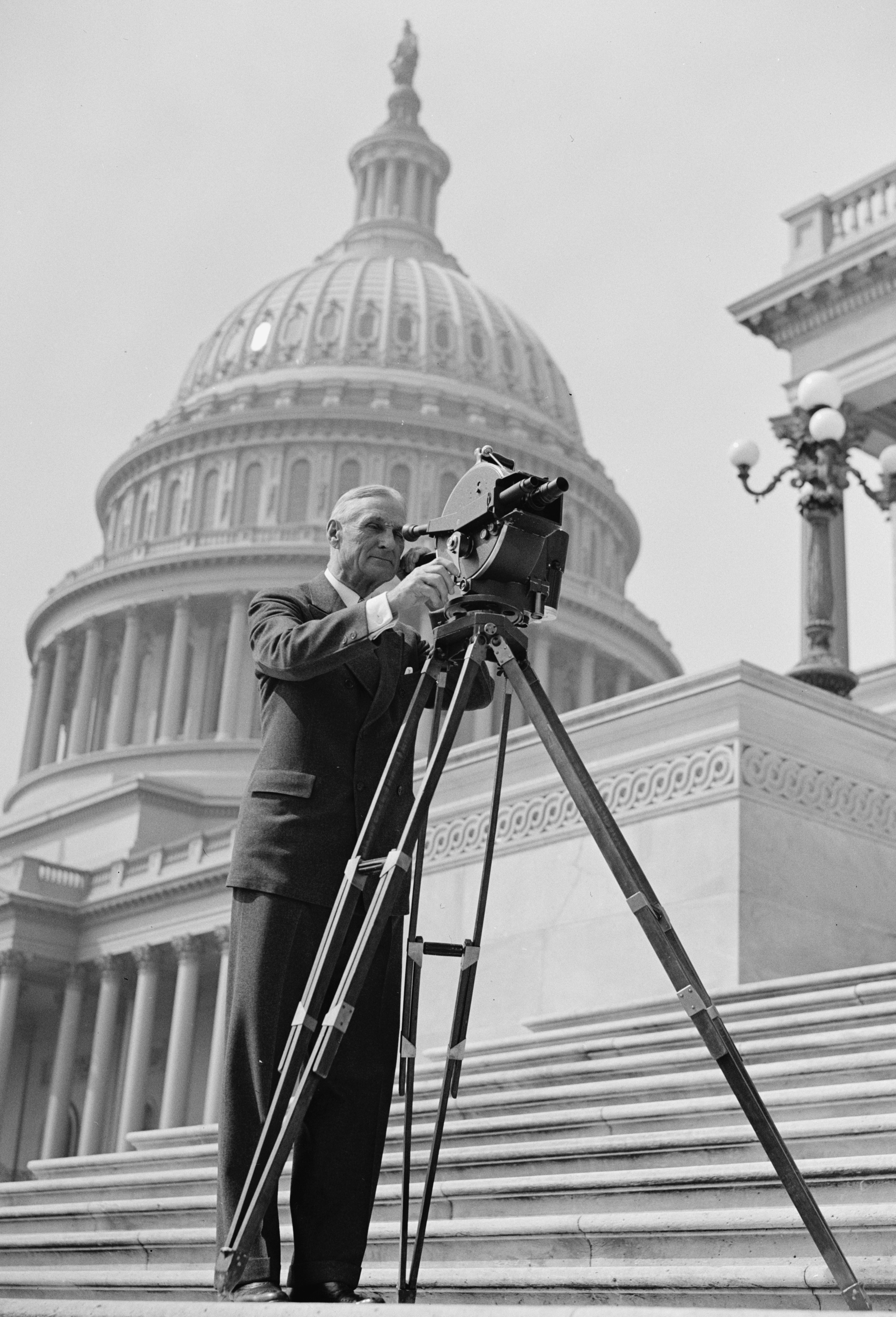
Le sénateur William Gibbs McAdoo s'exhibe devant le Capitole des États-Unis avec une Akeley pour faire accroire de sa "modernité" (1938).

La forme de la caméra Akeley est déjà tout à fait exceptionnelle. La plupart des boîtiers de caméra de l’époque sont rectangulaires ou carrés. Certains sont encore en bois, par tradition, comme l’étaient les chambres photographiques, mais la fabrication s’oriente alors vers l’utilisation systématique de l’aluminium. Carl Akeley dessine un profil rond et un corps cylindrique, qui vont faire surnommer son appareil Pancake (la crêpe épaisse) .
À l’origine, l'Akeley présente, telle une grosse montre, un boîtier en deux parties que l'on peut entrouvrir pour y introduire une galette de 60 mètres de pellicule au format 35 mm. En faisant une boucle (comme pour la caméra Debrie Parvo), la pellicule est installée sur un cylindre muni de dents sur les côtés (un débiteur muni de deux galets presseurs) qui entraînent par ses perforations le film jusqu'au niveau d'une fenêtre placée derrière l'objectif. Un système à came excentrique et griffe donne à la pellicule le nécessaire déplacement intermittent pour la prise de vues.

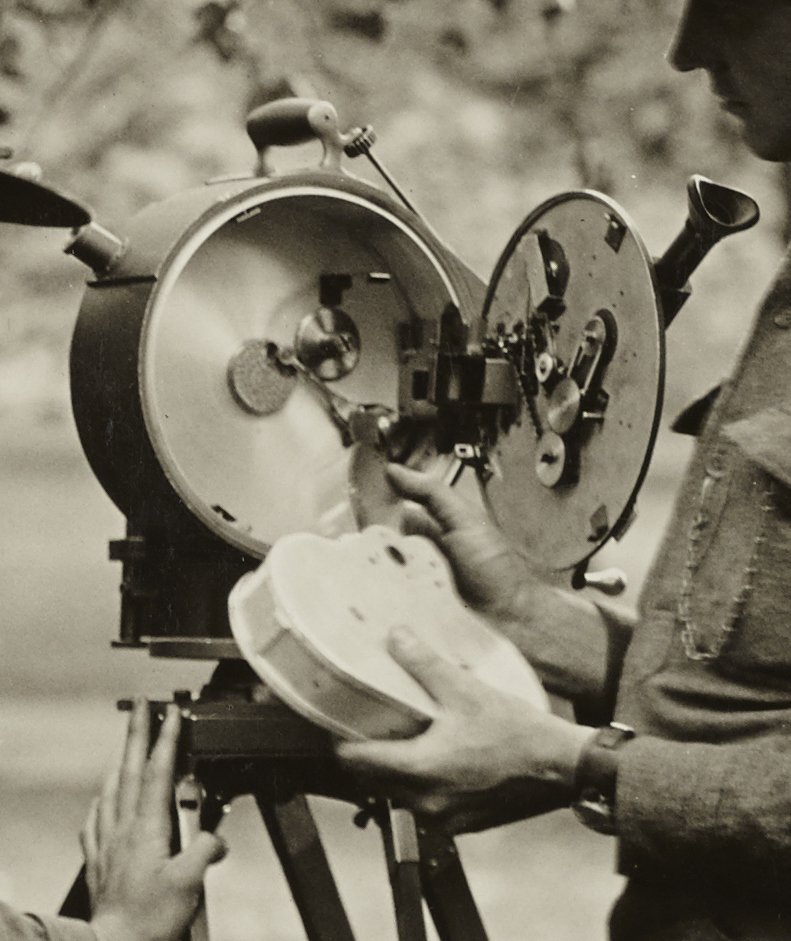
Le chargement de l’Akeley avec une cassette.

L’obturateur, qui autorise le déplacement de la pellicule d’un pas en bouchant la fenêtre, est spécial. Celui des caméras primitives (Kinétographe, Cinématographe), ou de leurs suivantes (Pathé Professionnelle, Debrie Parvo, Caméra Bell & Howell 2709) est un disque mobile, évidé en partie et disposé face à la fenêtre. L’Akeley possède un obturateur qui est en fait un disque plein, une sorte de couvercle à rebord qui a pratiquement le diamètre de la coque contenant le mécanisme. C’est justement ce rebord qui est percé d’une lucarne pour laisser passer la lumière et exposer le négatif. Cette lucarne tourne donc tout autour de la circonférence intérieure de la caméra. Ce dispositif n’a aucun équivalent dans l’histoire de la technologie cinématographique. La pellicule, après exposition, repasse par le débiteur denté et va se rembobiner parallèlement à la galette vierge.

La visée se fait par un tube optique qui se situe derrière la pellicule au niveau de la fenêtre, et qui permet ainsi de contrôler le cadrage à travers la pellicule car ces premières pellicules ne comportaient pas encore de couche dorsale anti-halo opaque. L’Akeley d’origine est large puisqu’elle contient côte à côte dans ses flancs les deux galettes de film (vierge et exposé) et le mécanisme d’entraînement. À  la demande, un poinçon effectue une perforation sur la pellicule (perforation que l’on pouvait sentir du bout des doigts avant de plonger le film dans les bains de développement), ce qui permettait de repérer les prises de vues dont on était satisfait ou au contraire celles qu’on considérait comme ratées et pour lesquelles on ne voulait pas perdre de temps et d’argent à les développer.

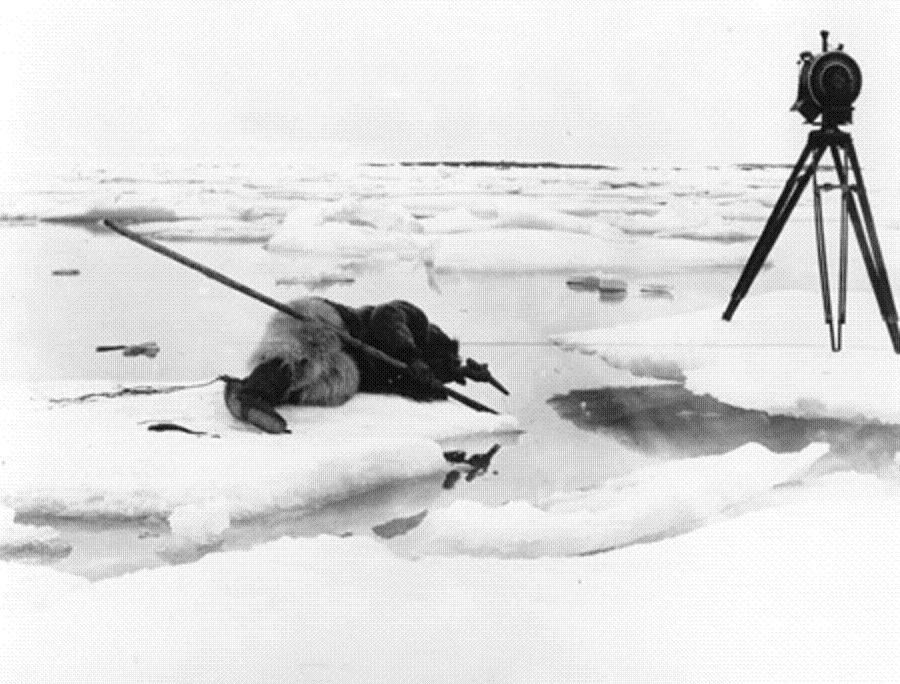
Tournage de Nanouk l'Esquimau. L’Akeley face à Nanouk le chasseur de phoques.

Sa diffusion commerciale dans les années 1920 comporte des améliorations plutôt inattendues qui expliquent son succès. D’abord, pour simplifier à l’extrême le chargement de la caméra, la pellicule est contenue dans une cassette dont la mise en place est quasi instantanée et permet d’effectuer l’opération en plein jour. La cassette est munie d’un débiteur denté pour dérouler le film vierge et le ré-enrouler après exposition. Il suffit de tirer à l’extérieur de la cassette une vingtaine de centimètres de pellicule que l’on glisse rapidement dans le couloir de prise de vues que l’on referme d’un simple clic. Le cadreur dispose de plusieurs cassettes qu’il a remplies au préalable dans l’obscurité. Ce dispositif a l’avantage de réduire de moitié la largeur de la nouvelle caméra (20 cm). Il est évident que ce système favorise les tournages quelque peu sportifs où chaque geste doit être compté et si possible économisé. C’est ainsi que Robert Flaherty a utilisé deux Akeley pour le tournage difficile de Nanouk l'Esquimau.

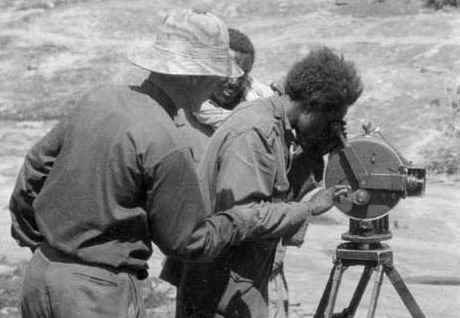
Le viseur de l’Akeley est orientable.

Le 22 juin 1918, Carl Akeley dépose le brevet d’un viseur orientable à base de prismes. Dans les années 1920, la pellicule cinématographique comporte dorénavant une couche anti-halo opaque qui produit une meilleure image mais interdit la visée à travers elle. L’Akeley est dotée du nouveau viseur clair orientable couplé à un mini-objectif de la même focale que celui qui filme. Pour faciliter la manipulation, les deux objectifs sont fixés à une même platine que l’opérateur peut glisser d’un seul geste devant la fenêtre de prise de vues et le viseur. La caméra est accompagnée d’une valise contenant plusieurs couples d’objectifs (Zeiss, pour les focales courtes ou normales, ou semi-longues, et le téléobjectif de 432 mm de John Henry Dallmeyer), dont le remplacement est instantané (la plupart des autres caméras ont l’objectif vissé sur leur boîtier ou enclenché par une fixation à baïonnette et leur viseur clair doit être adapté à son tour, ce qui implique deux manipulations au lieu d’une).

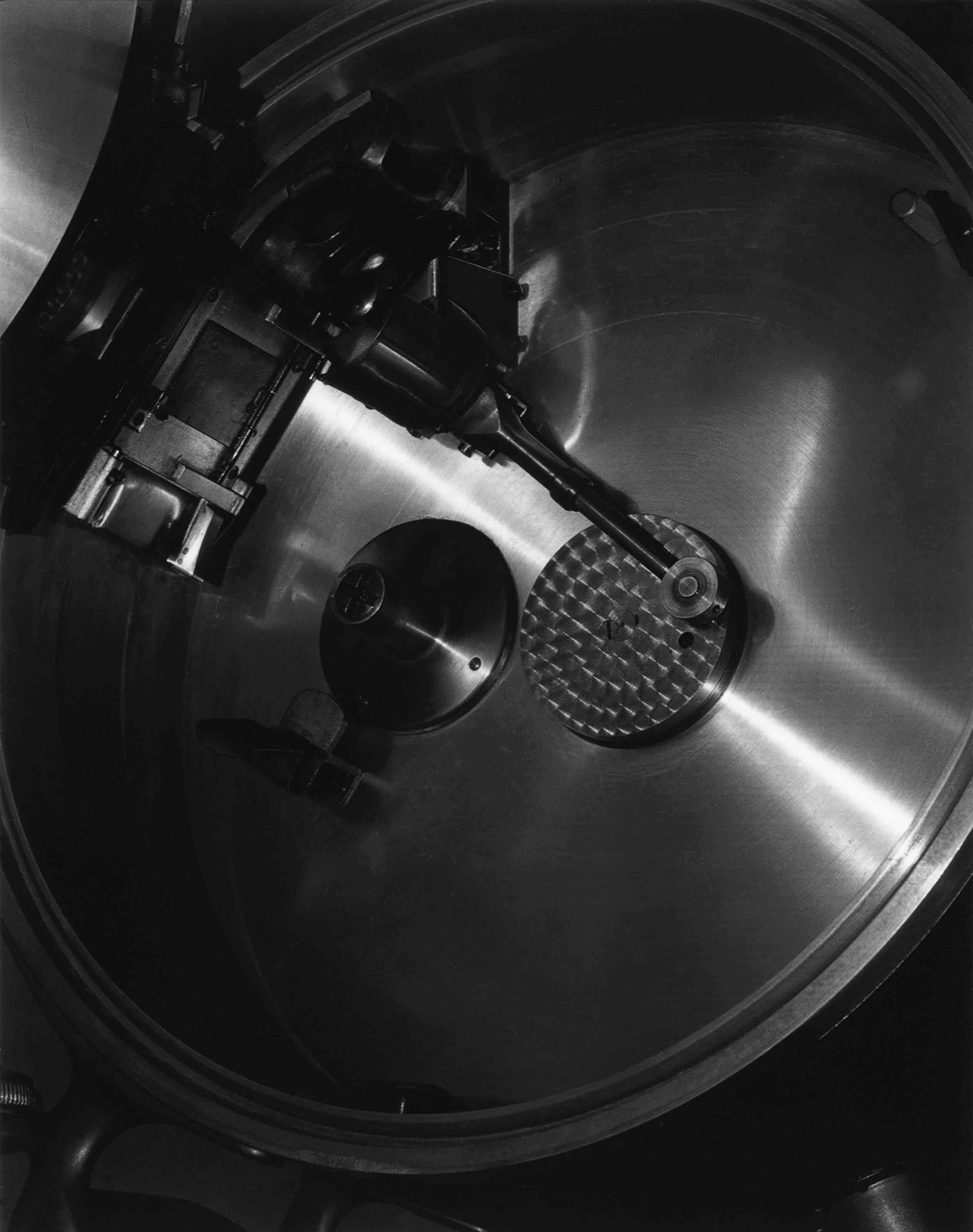
Intérieur d'une caméra Akeley, par Paul Strand, 1922

Sur le côté opposé à la manivelle, une toute petite manivelle escamotable enregistre à chaque tour un photogramme séparé. L’opérateur peut ainsi accompagner ses prises de vues cinématographiques de photographies fixes. L’ergonomie de l’Akeley est sans pareil, son boîtier cylindrique est couplé avec une tête qui assure la rotation du boîtier sur lui-même pour faire un panoramique vertical. Un court manche permet la manœuvre, qui, par le simple serrage d’une vis, peut être disposé plus ou moins haut sur le boîtier, en fonction de la commodité recherchée par le cadreur pour effectuer son mouvement. La tête comporte aussi un axe vertical qui permet les panoramiques horizontaux. Le pied lui-même est muni d’une demi-sphère qui permet de caler parfaitement la caméra à l’horizontale.
L’Akeley est à ce point une nouveauté et une accumulation de perfectionnements que Fritz Lang, pour son film La Femme sur la Lune, tourné en 1929, imagine une séquence dans laquelle sa vedette Gerda Maurus, arrivée sur notre satellite naturel par la magie de la science et du progrès, utilise une caméra Akeley — symbole d'une technologie de pointe — pour filmer des paysages lunaires.